# Yupanquia schiapelliae
Genre
Espèce
Yupanquia schiapelliae, unique représentant du genre Yupanquia, est une espèce d'araignées aranéomorphes de la famille des Macrobunidae.

## Distribution
Cette espèce est endémique de la province de Tucumán en Argentine,. Elle se rencontre vers San Miguel de Tucumán.

## Description
La carapace de la femelle holotype mesure 2,4 mm.

## Systématique et taxinomie
Cette espèce a été décrite par Lehtinen en 1967.
Ce genre a été décrit par Lehtinen en 1967 dans les Amaurobiidae. Il est placé dans les Macrobunidae par Gorneau, Crews, Cala-Riquelme, Montana, Spagna, Ballarin, Almeida-Silva et Esposito en 2023.

## Étymologie
Cette espèce est nommée en l'honneur de Rita Delia Schiapelli. 

## Publication originale
- Lehtinen, 1967 : « Classification of the cribellate spiders and some allied families, with notes on the evolution of the suborder Araneomorpha. » Annales Zoologici Fennici, vol. 4, p. 199-468.